# Jenő Pap
Jenő Pap (ur. 15 grudnia 1951 w Budapeszcie) – węgierski szermierz, trzykrotny medalista mistrzostw świata.
Podczas mistrzostw świata w Hamburgu w 1978 roku Węgrzy w składzie: Csaba Fenyvesi, Ernő Kolczonay, Jenő Pap, István Osztrics i Győző Kulcsár zdobyli złoty medal w szpadzie drużynowej. W tej samej konkurencji zdobył też brązowy medal na mistrzostwach świata w Rzymie w 1982 roku. Na tej samej imprezie wywalczył złoty medal w turnieju indywidualnym. Na podium wyprzedził Francuza Philippe’a Ribouda i Ernő Kolczonaya.
Wystartował na igrzyskach olimpijskich w Moskwie w 1980 roku był szósty we florecie drużynowym i ósmy w szpadzie drużynowej.
W 1982 został wybrany sportowcem roku na Węgrzech.